# Бенешов
Бенешов (чеш. Benešov) град је у Чешкој Републици, у оквиру историјске покрајине Бохемије. Бенешов је град у управној јединици Средњочешки крај, у оквиру којег је седиште засебног округа Бенешов.
Познати чешки дворац Конопиште налази се поред Бенешова.

## Географија
Бенешов се налази у средишњем делу Чешке републике. Град је удаљен 50 km југоисточно од главног града Прага.
Град Бенешов се налази у области средишње Бохемије. Надморска висина града је око 360 m. Град се налази у области Средњочешке висије.

## Историја
Подручје Бенешова било је насељено још у доба праисторије. Насеље под данашњим називом први пут се у писаним документима спомиње 1226. године, а насеље је 1300. године добило градска права.
Године 1919. Бенешов је постао део новоосноване Чехословачке. У време комунизма град је нагло индустријализован. После осамостаљења Чешке дошло је до опадања активности тешке индустрије и до проблема са преструктурирањем привреде.

## Становништво
Бенешов данас има око 17.000 становника и последњих година број становника у граду расте. Поред Чеха у граду живе и Роми.

## Партнерски градови
- Сан Пјетро ин Казале

## Галерија
- Дворац Конопиште
- Главни трг у Бенешову
- Римокатоличка црква
- Стара градња у градском језгру